# Despeleza angustifolia
Despeleza angustifolia là một loài thực vật có hoa trong họ Đậu. Loài này được (Pursh) Nieuwl. mô tả khoa học đầu tiên năm 1914.